# Tramways de Roubaix et de Tourcoing (compagnie)
Ne doit pas être confondu avec Tramways de Roubaix et de Tourcoing (compagnie nouvelle).
La compagnie des Tramways de Roubaix et de Tourcoing (TRT) est une ancienne entreprise de transports en commun fondée au cours des années 1870 par Edmond Julien, entrepreneur bruxellois, qui se voit accorder la concession d'un réseau urbain de tramway hippomobile à Roubaix puis en 1880 celle d'un réseau suburbain dans cette même ville et d'un réseau urbain et suburbain à Tourcoing. Les lignes sont mises en service à partir de 1877 mais la compagnie est déclarée en faillite le 29 janvier 1892, l'exploitation du réseau est alors confiée à un syndicat public.

## Sources

#### Monographies
- René Courant, Le Temps des tramways, Menton, édition du Cabri, 1982, 192 p.  (ISBN 978-2-903310-22-6), (LCCN 82241404)
- Claude Gay (préf. Alain Decaux), Au fil des trams, association Amitram, 1971 (1re éd. 1971), 383 p., p. 149-174